# Observatorio Astronómico de Madrid

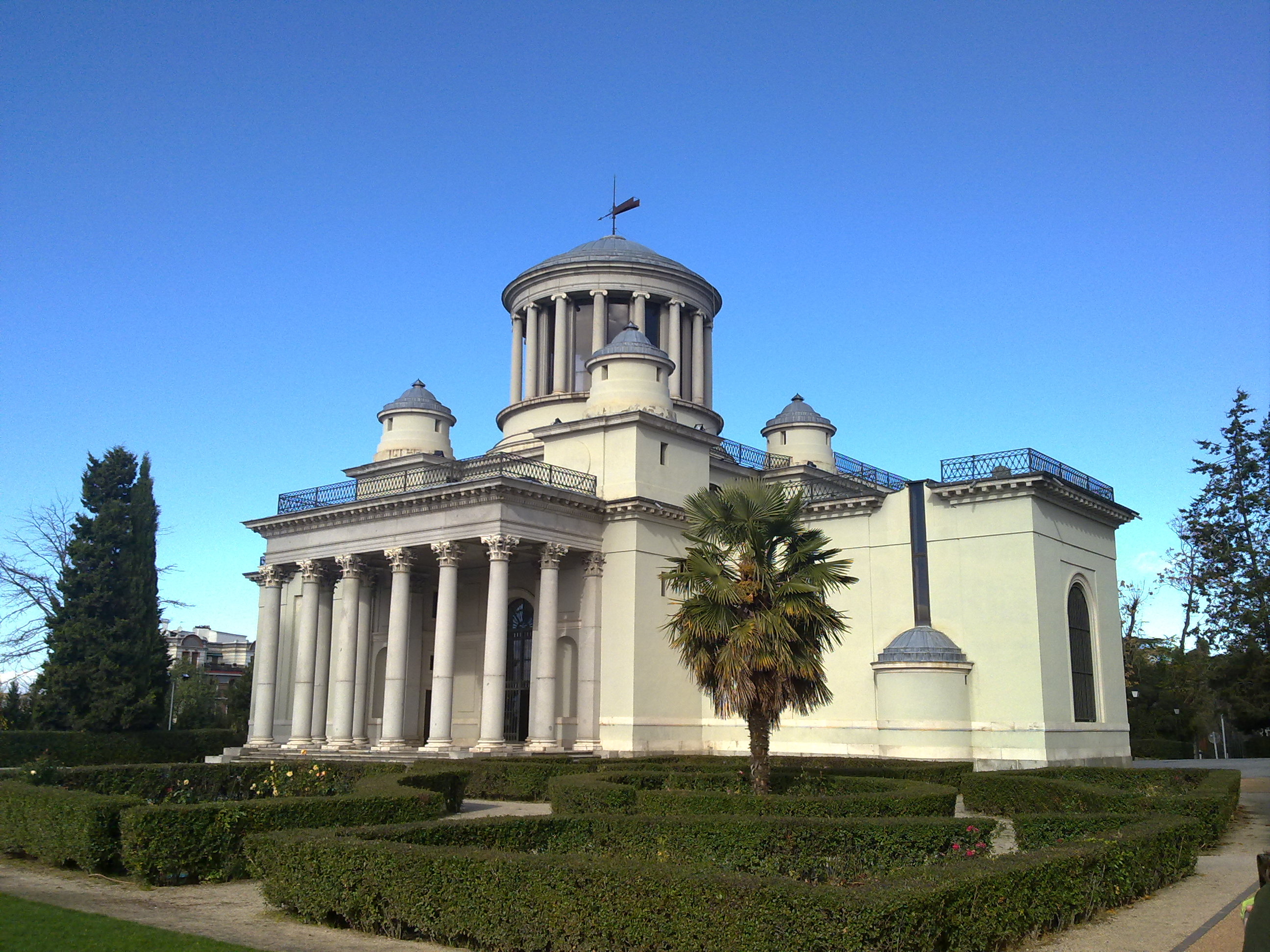
Observatorio Astronómico de Madrid

Die Sternwarte Madrid (spanisch Observatorio Astronómico de Madrid) ist eine der historisch bedeutendsten Sternwarten von Spanien. Ihr Gründer war König Karl IV. Den klassizistischen Bau Juan de Villanuevas aus dem Jahre 1790 krönt ein antiker Rundtempel. Er steht in zentraler Lage der Hauptstadt – auf einem Hügel im Retiro-Park, ist aber dadurch seit langem für Beobachtungen nicht mehr geeignet. Seine astronomischen Koordinaten sind 40° 24' 30" Nord und 0h 14m 45,1s westlich von Greenwich.
Das Observatorium war u. a. noch ein Netzpunkt der geodätischen Weltlängenbestimmung 1933, wurde bei späteren Messkampagnen jedoch durch neuere Stationen ersetzt.

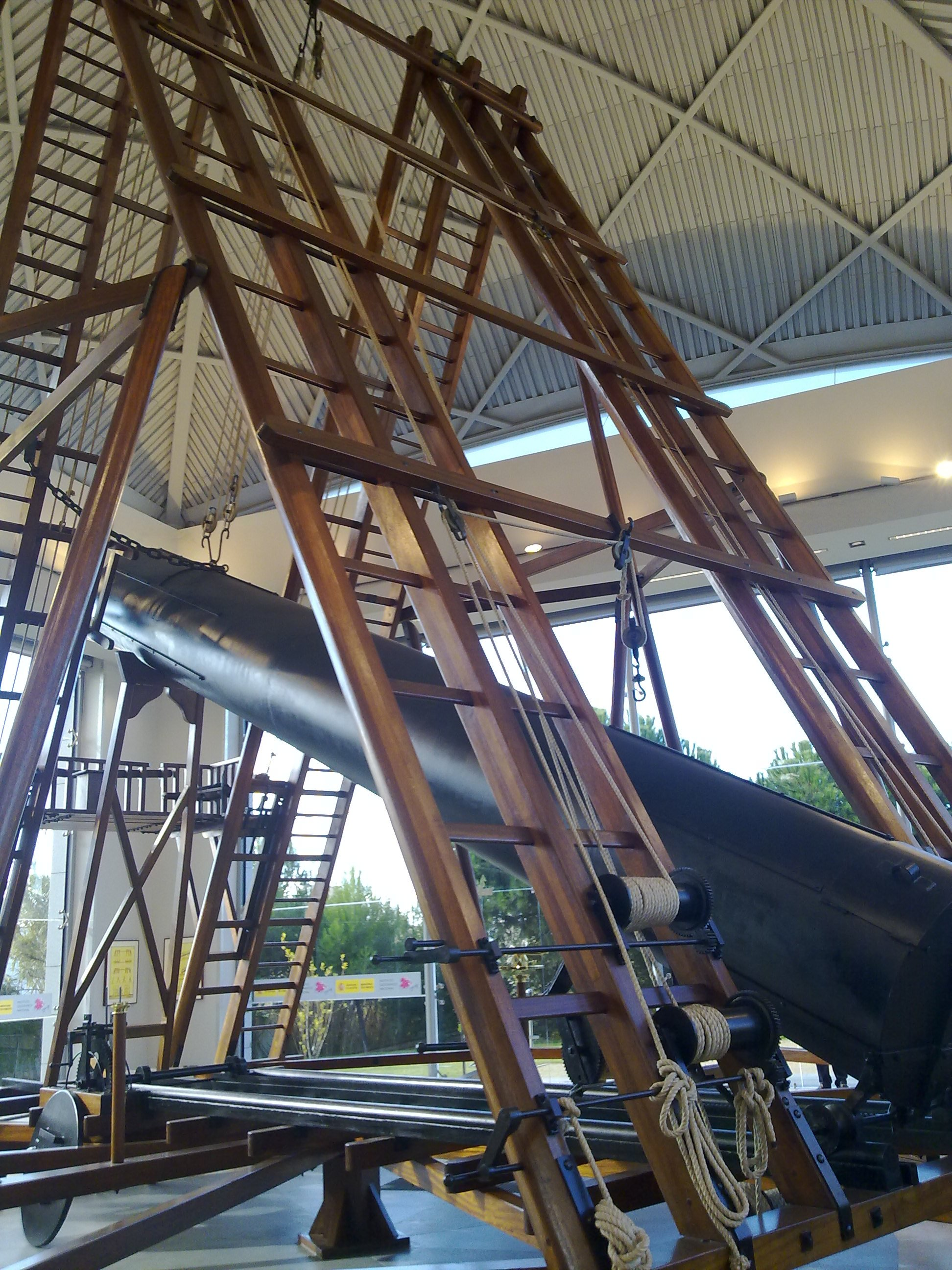
Äquatorialteleskop aus dem Jahre 1912

Heute beherbergt es ein Museum und eine Bibliothek. Hier werden bedeutende Sammlungen von Präzisionsuhren und von Instrumenten für verschiedene astronomische und meteorologische Messungen sowie ein polierter Bronzespiegel von Wilhelm Herschel gezeigt. Außerdem zeigt ein foucaultsches Pendel in der Zentralgalerie die tägliche Erdrotation. Das Gebäude beinhaltet das große Äquatorialteleskop von Howard Grubb aus dem Jahre 1912. Besondere Aufmerksamkeit verdient auch die Bibliothek, eine der ältesten und umfangreichsten auf dem Gebiet der Astronomie.